# Declaració d'Ilulissat
La Declaració d'Ilulissat va ser anunciada el 28 de maig de 2008 per part de cinc estats de l'Àrtida circumpolar que es reuniren durant la Conferència de l'Oceà Àrtic a Ilulissat, Groenlàndia, per a debatre sobre l'oceà Àrtic, el canvi climàtic, el medi ambient marí, la seguretat marítima i la divisió de responsabilitsts en cas d'emergència si s'obren més vies marítimes.
Una de les finalitats principals escrites en la declaració va ser l'obstrucció de qualsevol "nou règimen legal internacional comprensiu per a governar l'oceà Àrtic". Es van plantejar la resolució ordenada dels conflictes jurisdiccionals incloent els de l'Illa de Hans i Arktika 2007.
La conferència, que va tenir lloc el 27 de maig i el 29 de maig de 2008, va ser presentada per Per Stig Møller, el Ministre d'Afers Exteriors de Dinamarca, i Hans Enoksen, el Primer Ministre de Groenlàndia.